# Alina Popa
Alina Popa (Brăila, 12 de octubre de 1978) es una culturista profesional de origen rumano y residente en los Estados Unidos. Es la culturista rumana mejor clasificada en la lista del ranking de culturismo femenino profesional de la Federación Internacional de Fisicoculturismo (IFBB).

## Primeros años y educación
Popa creció en Brăila, en la entonces República Socialista de Rumania. Desde los 12 años, compitió en atletismo, inicialmente para perder peso. En la universidad, estudió Inglés y Rumano durante cuatro años, especializándose en el primero con un título de profesora.

## Carrera en el culturismo

### Amateur
A la edad de 19 años, se topó con un gimnasio en su ciudad natal, donde se encontró con una joven que se preparaba para los Campeonatos Nacionales Junior. Esto inspiró a Popa a comenzar un régimen de entrenamiento propio. Continuó levantando pesas durante los dos años siguientes, hasta que un entrenador le sugirió que entrenara de forma competitiva.
Popa participó en su primera competición local en 2000, una copa regional en la que quedó segunda. Más tarde, ese mismo año, quedó tercera en su división en los Campeonatos Nacionales. En 2003, al alcanzar un peso de 57 kg, comenzó a competir en la categoría de peso pesado, representando a su país hasta 2005. En 2006 se trasladó a Suiza, cerca de Zúrich, y ha competido por su país de adopción como amateur. Recibió su tarjeta profesional de la IFBB en 2008 después de ganar la general y el peso pesado en los Mundiales de la IFBB de Santa Susana (España) de 2008. Como atleta profesional, representa a su país natal.

### Profesional
Popa compitió en su primer Ms. Internacional en 2010 y en su primer Ms. Olympia en 2011. A excepción de la Ms. International de 2010, en todas las competiciones de culturismo profesional de la IFBB a las que ha asistido Popa se ha situado entre las cinco primeras. En las competiciones de Ms. Olympia de 2013 y 2014, quedó en segundo lugar por detrás de Iris Kyle. Hasta la fecha, este es su segundo puesto más alto. Su entrenador es el culturista Dylan Armbrust, propietario de Armbrust Pro Gym y marido de la culturista profesional Heather Policky Armbrust.
Debido a las lesiones, Popa no participó en los Campeonatos Mundiales Rising Phoenix de 2015, pero volvió a competir en 2016.
Popa llegó a ganar tanto el IFBB Muscle Vodka Tampa Pro 2018 como el Campeonato Mundial Rising Phoenix 2018.

## Vida personal
Asentada en la ciudad de Arvana (Colorado), Popa está divorciada. A comienzos de 2013 comenzó a trabajar en el Armbrust Pro Gym de Wheat Ridge (Colorado) como entrenadora personal, a la par que empezaba como modelo fitness freelance.